# Gabriel Cramer
Gabriel Cramer (1704-1752) là nhà toán học người Thụy Sĩ. Ông là tác giả của công thức Cramer, giúp chúng ta có thể tìm nghiệm của một hệ phương trình một cách dễ dang và hiệu quả.